# Rauma (Noruega)
Rauma é uma comuna da Noruega, com 1500,0 km² de área e 7 334 habitantes (censo de 2004).         